# Liste der Kulturdenkmale im Vogtlandkreis

Karte des Vogtlandkreises

In der Liste der Kulturdenkmale im Vogtlandkreis sind die Kulturdenkmale im Vogtlandkreis aufgelistet. Grundlage der Einzellisten sind die in den jeweiligen Listen angegebenen Quellen. Die Anmerkungen sind zu beachten.
Diese Liste ist eine Teilliste der Liste der Kulturdenkmale in Sachsen.

## Aufteilung
Wegen der großen Anzahl von Kulturdenkmalen im Vogtlandkreis ist diese Liste in Teillisten nach den Städten und Gemeinden aufgeteilt.
| - Adorf/Vogtl. - Arnsgrün - Freiberg - Gettengrün - Jugelsburg | - Leubetha - Rebersreuth - Remtengrün - Sorge |

| - Bad Brambach - Bärendorf - Gürth - Hohendorf - Oberbrambach | - Raun - Raunergrund - Rohrbach - Schönberg |

| - Elsterberg - Coschütz - Cunsdorf - Görschnitz | - Kleingera - Losa - Noßwitz - Scholas |

| - Lengenfeld - Abhorn - Irfersgrün - Pechtelsgrün - Plohn | - Schönbrunn - Waldkirchen - Weißensand - Wolfspfütz |

| - Markneukirchen - Breitenfeld - Erlbach - Eubabrunn - Gopplasgrün | - Landwüst - Schönlind - Siebenbrunn mit Sträßel - Wernitzgrün - Wohlhausen |

| - Hermsgrün - Marieney - Oberwürschnitz - Saalig | - Tirschendorf - Unterwürschnitz - Wohlbach - Zaulsdorf |

| - Neuensalz - Altensalz - Gansgrün - Mechelgrün | - Thoßfell - Voigtsgrün - Zobes |

| - Oelsnitz - Görnitz - Hartmannsgrün - Magwitz - Oberhermsgrün | - Planschwitz - Raasdorf - Taltitz - Unterhermsgrün |

| - Pausa/Vogtl. - Ebersgrün - Kornbach - Langenbach - Linda - Mühltroff | - Oberreichenau - Ranspach - Thierbach - Unterreichenau - Wallengrün |

| - Altstadt - Bahnhofsvorstadt - Bärenstein - Chrieschwitz - Dobenau - Großfriesen - Hammertorvorstadt - Haselbrunn - Hofer Vorstadt - Jößnitz - Kauschwitz - Kleinfriesen - Meßbach - Neundorf - Neundorfer Vorstadt - Neustadt - Obere Aue - Oberlosa - Ostvorstadt | - Pfaffengut - Preißelpöhl - Reichenbacher Vorstadt - Reinsdorf - Reißig - Reißiger Vorstadt - Reusa - Röttis - Schloßberg - Siedlung Neundorf - Steinsdorf - Stöckigt - Straßberg - Südvorstadt - Syratal - Thiergarten - Unterlosa - Zwoschwitz |

| - Barthmühle - Christgrün - Helmsgrün - Herlasgrün - Jocketa - Liebau | - Möschwitz - Neudörfel - Rentzschmühle - Ruppertsgrün - Trieb |

| - Brunn - Friesen - Mylau - Obermylau | - Reichenbach im Vogtland (A–K) - Reichenbach im Vogtland (L–Z) - Rotschau - Schneidenbach |

| - Demeusel - Drochaus - Fasendorf - Fröbersgrün - Leubnitz - Mehltheuer - Oberpirk | - Rodau - Rößnitz - Schneckengrün - Schönberg - Syrau - Unterpirk |

| - Schöneck/Vogtl. - Arnoldsgrün - Eschenbach - Gunzen | - Korna - Schilbach - Zwotental |

| - Treuen - Altmannsgrün - Eich/Sa. - Gospersgrün - Hartmannsgrün | - Pfaffengrün - Schreiersgrün - Veitenhäuser - Wetzelsgrün |

| - Weischlitz - Dröda - Geilsdorf - Grobau - Großzöbern - Gutenfürst - Heinersgrün - Kemnitz - Kloschwitz - Kobitzschwalde - Krebes - Kröstau | - Kürbitz - Mißlareuth - Pirk - Reinhardtswalde - Reuth - Rodersdorf - Ruderitz - Schönlind - Schwand - Thossen - Tobertitz |